# Jakobinessenstraat

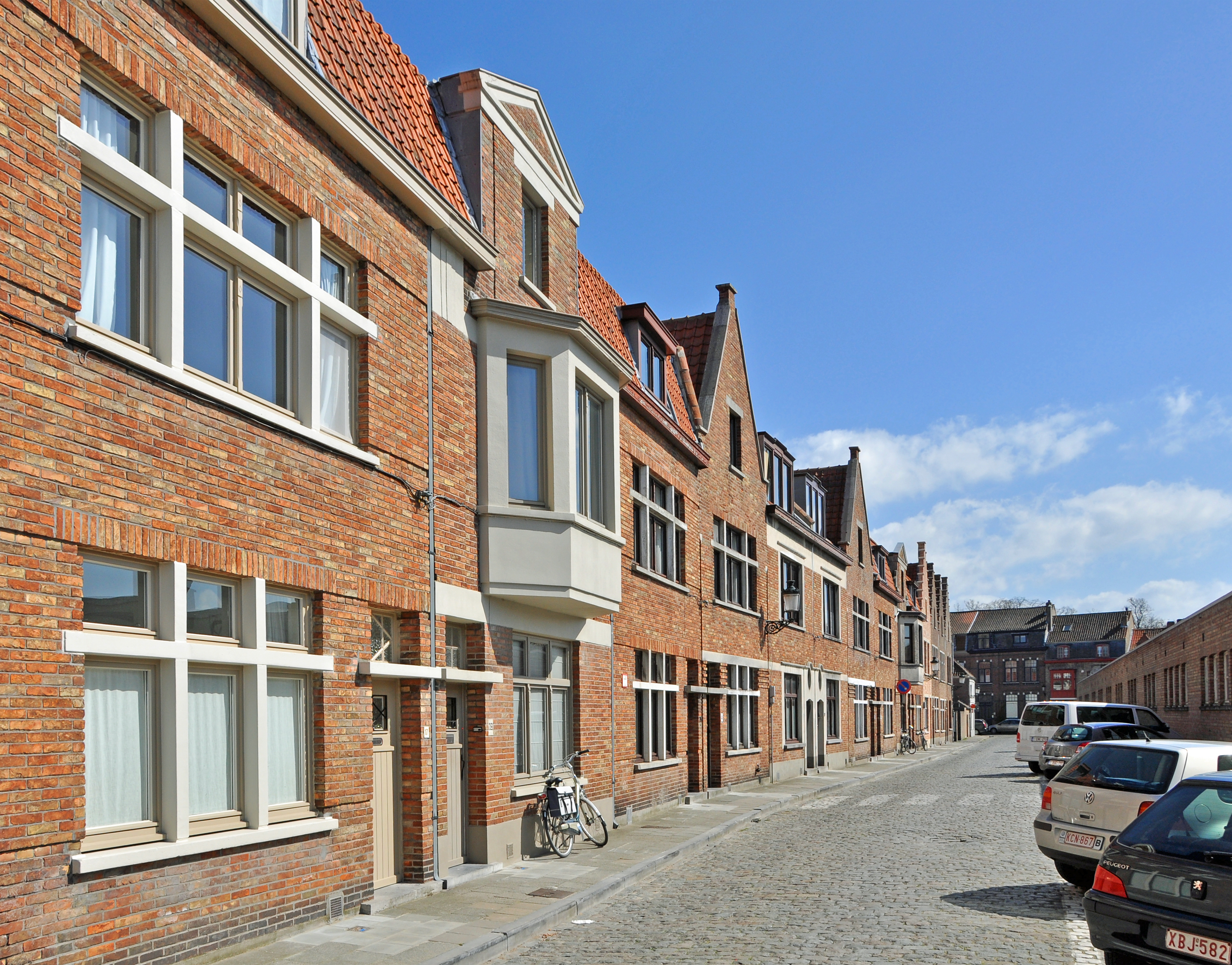
De Jakobinessenstraat, gezien naar de Oude Gentweg toe

De Jakobinessenstraat (of Jacobijnessenstraat) is een straat in Brugge.

## Beschrijving
In de 13de eeuw heette deze straat de Clofhamerstraat. Aldus:
- 1288: Bachten Clofhamers;
- 1302: Clofhamerstraetkin.

Het ging dus om een straat gelegen achter het huis van de familie Clofhamer. Toen men in de 16e eeuw geen herinnering meer had aan deze familie, werd het Clophamerstraat.
Na 1575 kwamen zich dominicanessen of 'jacobinessen' in deze straat vestigen. In 1284 hadden ze in Assebroek een klooster gevestigd, maar de godsdiensttroebelen joegen hen de stad in voor grotere veiligheid. De straat kreeg dan ook al vlug hun naam. Zij bezaten een tijdlang de Jakobinessenhoeve in Bredene.
In 1783 werd het klooster op bevel van keizer Jozef II afgeschaft. Het werd aankocht als nationaal goed door de Brugse edelman Anselme de Peellaert. Het werd grotendeels ontmanteld. De communiebank uit de kloosterkerk staat nu in de Heilig Bloedbasiliek op de Burg.
In 1834 kwam er een krankzinnigengesticht zich vestigen, dat verhuisd was van de Balsemboomstraat. Het nam de naam aan van Sint-Dominicusgesticht, omdat de kloosterzusters die er de zieken verzorgden, eveneens dominicanessen waren. Ook hier werd in de volksmond, net zoals in de Balsemboomstraat, van de Zothuisstraat gesproken, maar toen dit gesticht kort na de Eerste Wereldoorlog de deuren sloot, verdween de naam, verdwenen de gebouwen en werd de eigendom verkaveld voor de bouw van eengezinswoningen.
De schrijfwijze van deze straatnaam is door het stadsbestuur nogal eens gewijzigd. In 1974 was het Jacobijnessenstraat, in 1984 Jakobijnessenstraat en in 2012 is het Jakobinessenstraat. De juiste 'Jacobinessenstraat' zou in aantocht zijn.
De straat loopt van de Nieuwe Gentweg naar de Oude Gentweg.

## Bekende bewoners
- Philippe De Stoop